# Niño de Cabra
Cayetano Muriel Reyes (Cabra, 1870-Benamejí, 1947) conocido artísticamente como Niño de Cabra, fue un cantaor flamenco. Proveniente de una familia humilde, fue el menor de cinco hermanos. Desde pequeño su padre lo inició en el mundo del cante junto a su hermano, aunque fue él quien comenzó a adquirir relevancia. Quedaron huérfanos a muy corta edad, por lo que únicamente pudieron estudiar durante la educación primaria para posteriormente ponerse a trabajar. 

## Carrera artística
Trabajaba como molinero para el conde de Cabra en el molino del Duque, donde el conde le escuchó cantando. El noble le pidió que cantase delante de un diplomático inglés en representación del flamenco. Abandonó su profesión de molinero por el cante y con 20 años se marcha a Sevilla donde escuchó por primera vez a Antonio Chacón en El Café del Burrero. Antonio lo escuchó cantar y le pidió que amenizase la cafetería, donde interpretaba cantes cordobeses, sobre todo en los fandangos abandolaos. Se volvió más conocido y comenzó a cantar por toda Andalucía, Madrid y Barcelona. 
El 25 de julio de 1896 se casa con su esposa Pilar en Benamejí, donde pasaría el resto de su vida. El matrimonio engendró once hijos, siendo su hijo Juan Manuel el único que seguiría la tradición del cante, aunque en ambientes privados. Muchas cartas reflejan su pena por no poder pasar más tiempo con su familia y luchó porque sus hijos tuvieran la educación que a él le faltó.
Prefería las pequeñas actuaciones a grandes acontecimientos. Tenía gran amistad con figuras egabrenses como Juan Soca, Juan Valera (al cual visitaba cuando iba a Madrid), Manuel González Meneses; y fuera de su ciudad natal conoció a Santiago Ramón y Cajal y a Manuel Machado.

## Legado
Es uno de los creadores más importantes de la provincia de Córdoba. Fernando el de Triana lo cita como discípulo de Antonio Chacón, interpretando todos los estilos del jerezano, algo que ha generado muchas controversias entre los estudiosos, ya que ambos eran coetáneos. Es padre de un estilo propio muy valiente que se sigue interpretando con frecuencia en nuestros días. De él aprendieron otros artistas de la zona como El Seco, Pedro Lavado o el propio Fosforito, que llegó a conocerlo.
Tiene un monumento en el parque Alcántara Romero de su ciudad natal y en la misma localidad también se otorga el premio «Cayetano Muriel, Niño de Cabra» desde el año 1965, siendo su primer ganador Manolo Ávila de Montefrío. También existe una peña flamenca con su nombre en su localidad natal.
Se habló de su figura a finales de marzo de 2017 en el programa de RNE: Figuras del flamenco y se pudo escuchar su cante.